# Werner Stengel

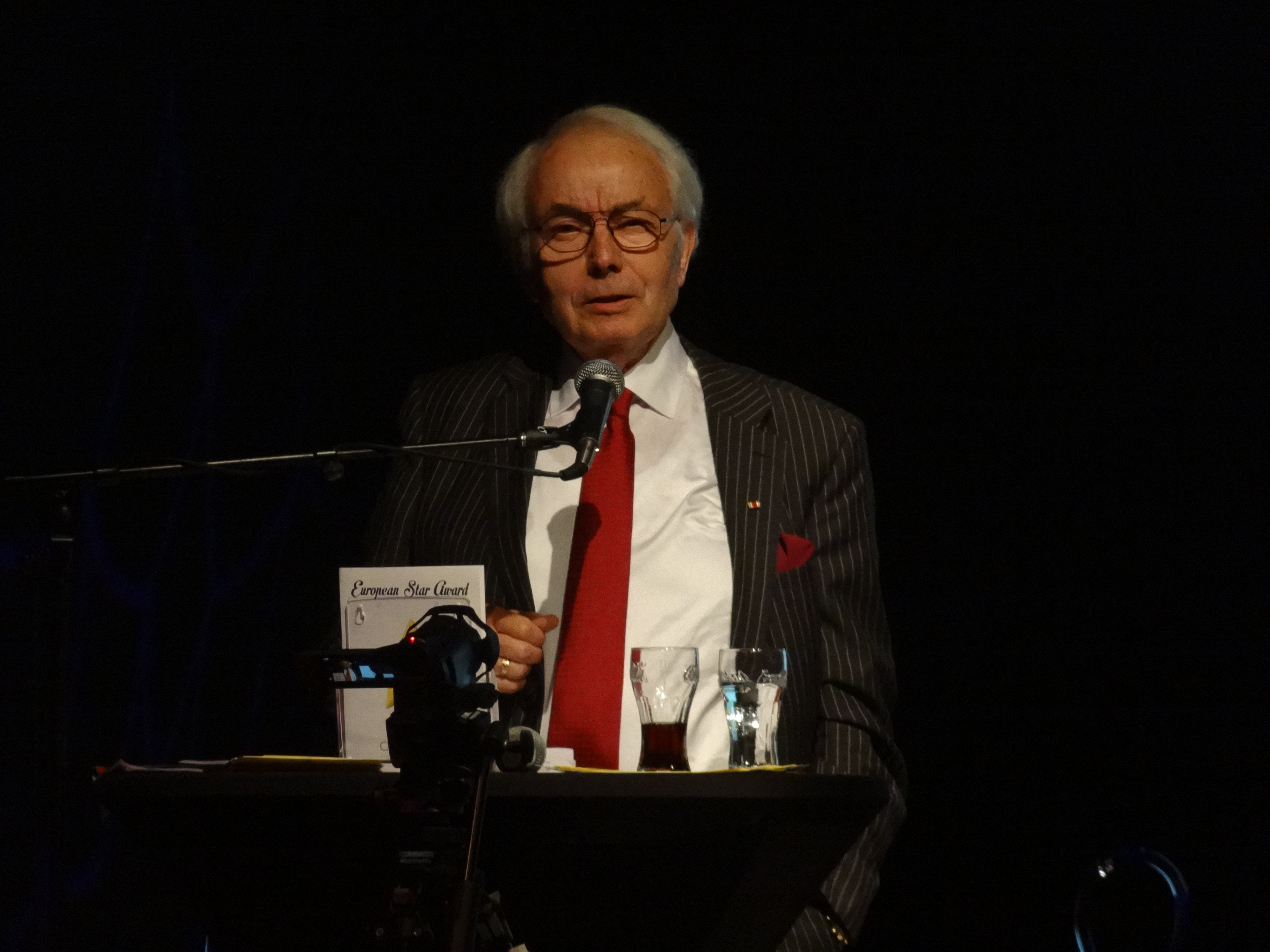
Werner Stengel, 2017

Werner Stengel (* 22. August 1936 in Bochum) ist ein deutscher Ingenieur, der sich vor allem durch bahnbrechende Neuerungen im Achterbahnbau einen Namen gemacht hat.

## Leben
Stengel studierte von 1959 bis 1962 an der damaligen Baugewerkschule (Vorläufer der Universität Kassel) Bauingenieurwesen und von 1962 bis 1966 für seinen Diplom-Ingenieur an der Technischen Hochschule München.
1964 wurde er vom schwäbischen Vergnügungsanlagenbauer Schwarzkopf GmbH engagiert, um statische Berechnungen für die erste deutsche Stahlachterbahn durchzuführen. Bald ging Stengels Arbeit über die reine Statikberechnung weit hinaus: 1976 entwickelte er eine Lösung für das Problem des Kreisloopings bei Achterbahnen, der bis dahin aufgrund der einwirkenden physikalischen Kräfte nicht ohne teils schwere Gesundheitsschäden für die Passagiere zu realisieren war. Stengel erfand den ersten vertikalen Looping der Nachkriegszeit, indem er statt einer Kreisform eine Klotoide wählte, was sanftere Übergänge bei Ein- und Ausfahrt aus dem Looping ermöglicht. Diese Neuerung war es, die den Vertikallooping bei Achterbahnen erst risikofrei fahrbar machte. Außerdem war er der erste, der das Prinzip der Herzlinie zur Vermeidung gesundheitlicher Belastungen bei der Gestaltung von Achterbahnen einführte und damit auch ausgefallenere Fahrelemente möglich machte.
Stengel entwickelte im eigenen Ingenieurbüro Achterbahnen und Vergnügungsanlagen, die weltweit eingesetzt werden. Unter anderem stammen von ihm der Top Thrill Dragster in Cedar Point, der von 2003 bis 2005 die höchste und schnellste Achterbahn der Welt war, und dessen Nachfolger, Kingda Ka, sowie drei der größten Holzachterbahnen der Welt, Son of Beast, El Toro und Colossos im Heidepark in Soltau. Crazy Bats, welche 1988 als Space Center eröffnete und bis 2022 die längste Dunkelachterbahn der Welt war, berechnete er ebenfalls. Außerdem war Son of Beast die erste Holzachterbahn mit einem Vertikallooping, der allerdings aus Stahl war und nach dem Saisonende 2006 demontiert wurde. Mittlerweile hat das Ingenieurbüro Stengel weltweit über 700 Achterbahnen konstruiert (Stand 2021). Die 500. Bahn ist Maverick in Cedar Point, Ohio, die 2007 eröffnet wurde.
Im Juni 2005 erhielt er einen Ehrendoktor der Universität Göteborg.
Am 22. Januar 2009 wurde Werner Stengel mit dem Bundesverdienstkreuz am Bande für seine Leistungen im Fahrgeschäftsbau und der Etablierung von internationalen Standards in diesem Bereich ausgezeichnet.